# Raljaš
Raljaš (cyr. Раљаш) – wieś w Bośni i Hercegowinie, w Republice Serbskiej, w mieście Prijedor. W 2013 roku liczyła 124 mieszkańców.